# Frysker

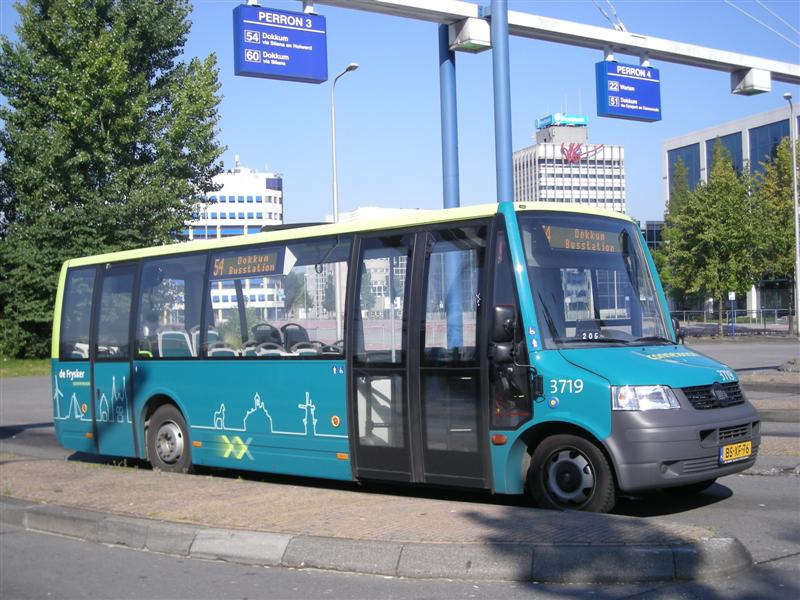
De Procity als Frysker op busstation Leeuwarden

De Frysker  was een product en een huisstijl die de busvervoerder Connexxion in de provincie Friesland hanteerde van 10 december 2006 tot 9 december 2012. Vanaf die datum heeft  Arriva het vervoer overgenomen onder de formule Frysk Ferfier.

## Inleiding
Op 10 december 2006 nam Connexxion het openbaar vervoer in Noord- en Zuidwest-Friesland over. Hierbij introduceerde het bedrijf de autobusformule De Frysker. In eerste instantie veranderde er niets. De wijze van busvervoer bleef grotendeels hetzelfde, zoals de reizigers dat voorheen van Arriva/NoordNed gewend waren. Ook het soort materieel was nog steeds hetzelfde. Weliswaar was het een geheel ander wagenpark, maar de bustypes waren van bekende makelij, nl. Berkhof Ambassador ALE 120 en Den Oudsten Alliance dezelfde bussen die ook bij Arriva/NoordNed hebben gereden.
Pas in april 2007 werden nieuwe bussen van het type Procity ingezet. Deze werden geproduceerd bij VDL Berkhof Heerenveen. Deze kleinere bussen met minder zitplaatsen, konden vaker ging rijden. De inzet van de kleine bus bleek op veel lijnen in Noord- en Zuidwest-Friesland voor overvolle bussen te zorgen, er was dan ook veel kritiek op de bus. Daarom besloot Connexxion een groot deel van de 113 Procity's elders in te zetten. Een gedeelte werd sinds 1 januari 2008 op de Stadsdienst Leeuwarden ingezet onder de naam Maxx. De Procity rijdt in Noord- en Zuidwest-Friesland enkel op rustige lijnen en/of tijden.

## Huisstijl
De Frysker had ook een eigen huisstijl. Deze huisstijl was gebaseerd op de standaard-Connexxion-huisstijl, met als toevoeging de contouren van een Fries landschap met huisjes en molentjes op beide zijkanten van de bus en de letters de Frysker. Deze huisstijl werd gehandhaafd op alle Berkhof Ambassadors afkomstig uit Limburg en op de Procity's. Op bussen die later aan het wagenpark van Friesland zijn toegevoegd werd de standaard huisstijl van Connexxion gehanteerd.

## Materieel

### Procity
Aanvankelijk zou de Procity meteen bij het ingaan van de nieuwe dienstregeling al ingezet worden, maar wegens technische mankementen kon dit pas in de lente van 2007 geschieden. Hoewel de bus als merknaam Procity draagt, wordt de bus in de volksmond vaak Frysker genoemd. Deze bus bepaalt dus min of meer, gelet op de productnaam, het gezicht van het openbaar vervoer in Noord- en Zuidwest-Friesland.

### Ander materieel
Naast de Procity heeft de Frysker ook te maken met ander materieel dat Connexxion uit andere gebieden heeft gehaald.
Zo kwam er een hele vloot Den Oudsten Alliances en Berkhof Ambassadors afkomstig uit het zuiden des lands van dochteronderneming Hermes, die in dat gebied een concessie was kwijtgeraakt. De Den Oudsten Alliances werden begin 2009 afgevoerd. Deze zijn vervangen door onder andere MAN Lion's City bussen uit Utrecht en MAN Caetano bussen uit Haaglanden. In 2010 kwam er nog een aantal Ambassasors uit de regio Midden-Overijssel, toen dat gebied door Syntus werd overgenomen en in 2011 een aantal Ambassadors van de stadsdienst Lelystad.

### Verdwenen materieel
Doordat Arriva/NoordNed uit het gebied Noord- en Zuidwest-Friesland is verdwenen is ook het bijbehorende materieel met dit bedrijf meegegaan. Zo zijn de voormalige groene NoordNed-bussen van eveneens het type Berkhof Ambassador ALE 120 overgespoten in de Arriva-huisstijl en overgebracht naar het GGD-gebied. Ze deden daar dienst totdat Qbuzz in 2009 in Groningen en Drenthe ging rijden.

## Concept

### FLEXX-haltepaal
De Frysker staat voor meer openbaar vervoer. Dit houdt in dat er meer bussen rijden en ook meer vaste ritten, ook op zaterdag en zondag. Ook kunnen er bussen opgeroepen worden bij een zogeheten FLEXX-haltepaal. Deze halte wordt alleen op verzoek aangedaan, ook voor instappende passagiers. Is dit niet het geval, dan wordt deze halte overgeslagen. Op maandag t/m vrijdag werkt het systeem met FLEXX-haltes vanaf half tien 's ochtends, op zaterdag en zondag de gehele dag. Dit systeem vervangt het oude systeem van belbussen. Naderhand heeft Connexxion besloten om een aantal FLEXX-ritten toch om te zetten naar een belbus.

### De Opstapper
De Opstapper is een pendeldienst vanaf een halte voor de Opstapper naar een halte voor een gewone bus. Voor deze dienst moet naast het gewone kaartje ook nog een toeslag worden betaald, maar de toeslag geldt niet voor abonnementhouders.

### Dalkaartjes
Ook in Noord- en Zuidwest-Friesland is het lang mogelijk geweest met een goedkoop dalkaartje te reizen, dat alleen in de daluren geldig is. Met de komst van de OV-chipkaart zijn deze dalurenkaarten vervangen door rittenkaarten.

## Andere regionale productnamen en huisstijlen
De Frysker was niet de enige regionale productnaam en huisstijl die gehanteerd wordt. Zo wordt in de regio Twente de naam Twents en in de gemeenten Ede en Wageningen de naam Valleilijn gebruikt. Ook in Brabant wordt tegenwoordig een eigen provinciale huisstijl aangehouden. Vaak zijn deze huisstijlen een wens van de klant (de provincie).